# Бутенки (Козельщинский район)
Бутенки (укр. Бутенки) — село, Песковский сельский совет, Козельщинский район, Полтавская область, Украина.
Код КОАТУУ — 5322084202. Население по переписи 2001 года составляло 70 человек.

## Географическое положение
Село Бутенки находится в 4,5 км от левого берега реки Псёл. На расстоянии в 1,5 км расположены сёла Йосиповка и Степовка (Кременчугский район).